# 克里斯托弗·普爾海姆
克里斯托弗·普爾海姆（瑞典語：Christopher Polhammar，1661年12月18日—1751年8月30日）(listenⓘ)，是一位瑞典科學家、發明家和實業家。他對瑞典的經濟和工業（特別是采礦業）發展做出了重大貢獻，爲此瑞典國王卡爾十二世授予貴族封號。

## 早年
普爾海姆出生於哥得蘭島的丁斯塔德（Tingstäde）的小漁村。他的家族來自於匈牙利，具有奧地利血統。普爾海姆的父親沃爾夫·克里斯托弗·普爾海姆出生在匈牙利王國，普爾海姆的祖父是奧地利男爵，因爲宗教迫害從匈牙利遷移到瑞典波美拉尼亞。普爾海姆小時在斯德哥爾摩的一所德語學校上學，8歲時他的父親去世。他母親後來再婚，但是由於普爾海姆因爲與繼父關係不和，他的繼父不再供他上學，普爾海姆被送到斯德哥爾摩的叔叔家生活。
普爾海姆後來在斯德哥爾姆附近的Vansta的一個農場找了一份工作。很快，他就升遷到主管職位，負責監督和核算。由於他有著數學天賦，這份工作做的得心應手。他在Vansta工作了十年。在此期間，他開辦了一家工廠，在那裏從事手工工具、簡易機器的維修製造。在此期間，他對數學領域和機械製造方面產生濃厚興趣，他希望獲得這方面的知識。但是在追求這些知識的過程中遇到了瓶頸，那就是他不熟悉拉丁文。爲此，作爲製造一個複雜時鐘的交換條件，他特地請當地的一個神職人員為他教授拉丁文。之後，普爾海姆的精湛的修理鐘錶技術的消息很快在當地傳開，爲此這位神職人員特地寫信給烏普薩拉大學的數學教授安德斯·斯波爾，向他推薦了普爾海姆。安德斯·斯波爾將他的祖父的兩個壞掉的時鐘交給普爾海姆，說如果他能修理好這兩個時鐘，就安排普爾海姆在他手下學習。普爾海姆將它們毫不費力地就修好了，於是1687年他進入烏普薩拉大學學習，時年26歲。

## 職業生涯

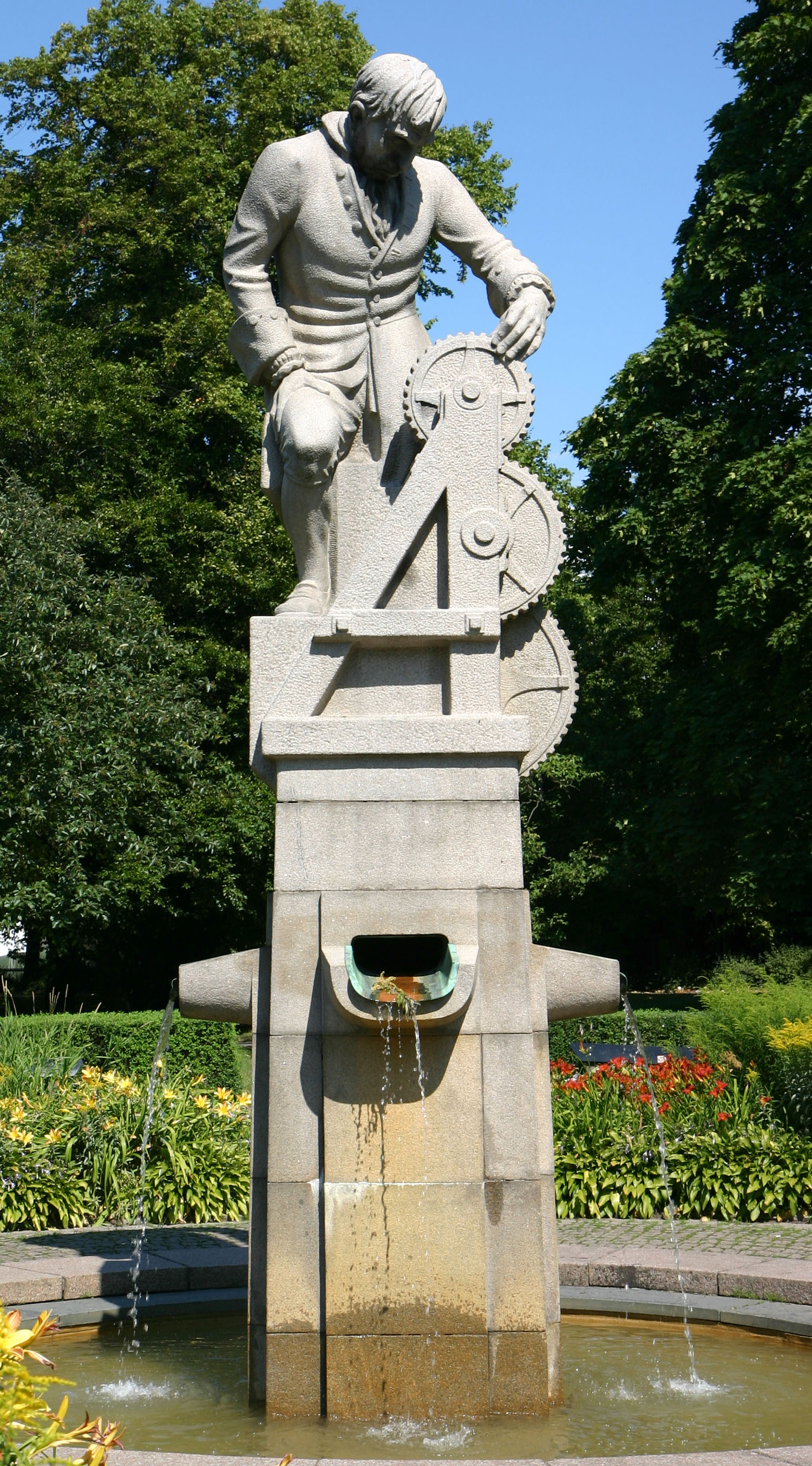
矗立於哥德堡的克里斯托弗·普爾海姆的雕像（1952年落成）

根據普爾海姆的自傳，他的職業生涯始於成功地修復了烏普薩拉大教堂佩特鲁斯·阿斯特罗诺姆斯所設計的中世紀天文鐘，在此之前，該天文鐘在一個多世紀一直未能完成並已經有所損壞。
1690年，普爾海姆就職瑞典皇家礦務局負責改善采礦業作業工程。當時的采礦業從礦井下起底礦石到傳送的作業過程低效且危險，他爲此建立了一個改善該項作業的作坊，它以水輪為驅動動力，大大節省了人力和降低了作業的危險，這個具有革命性的改進令瑞典國王卡爾十一世印象深刻，他指派普爾海姆進一步改進瑞典的采礦作業區，這個工藝也采用到了瑞典的法倫的大銅山礦區。在瑞典礦業局的資助下，普爾海姆為研究機械的發展走遍了歐洲。1697年他回到了瑞典，在斯德哥爾摩建立了一個從事培訓工程師以及測試和展示設計的實驗室（laboratorium mechanicum），它也是瑞典皇家理工學院的前身。
他最大的成就是建立了一座以水輪為驅動動力的自動化工廠，自動化工廠在當時不多見。該工廠於1699年在海德穆拉市镇建成，生產包括刀具、鎖具和鐘錶。建立工廠的宗旨在於力圖減少瑞典的原料出口，而是在本國境内生產加工。但是，機械化革命的過程受到了工人們的阻擾，因爲工人們擔心機器會導致他們失業。1743年的一場大火毀壞了工廠大部分，只剩下生產時鐘的部分生產綫。該工廠的時鐘以價廉物美而聞名，19世紀之後時鐘的市場需求有所下降，但是海德穆拉市镇的時鐘製造的傳統一直延續到今天，每年大約生產20個普爾海姆設計的時鐘
此外，普爾海姆還為約塔運河的建設做出了貢獻，這是一條連接瑞典東西海岸的運河。他與瑞典的卡爾十二世共同規劃了運河的部分建設，但是運河工程是在他去世之後的1832年才得以完成。除此之外，他還設計了船塢、水壩和運河船閘，這些都是他和他的同事也是他的朋友伊曼紐·史威登堡共同設計的。
普爾海姆不僅活躍在物理力學領域，他還積極撰寫醫學、天文學、地質學以及經濟學的相關文章。

## 個人生活
普爾海姆於1691年12月28日與瑪麗亞·霍夫曼（Maria Hoffman）（1671-1735）結婚，他們共同生育了8個孩子。1716年，他被瑞典國王查理十二世封爲貴族。并將他的姓氏從Polhammar改为Polheim，後來他把這個姓氏簡稱為Polhem。他和他的兒子加布里埃爾·普爾海姆（Gabriel Polhem 1700-1772）都在1739年被選爲瑞典皇家科學院的成員。 1751年普爾海姆在斯德哥爾摩去世，享年89歲。